# Nordic Battlegroup
Die Nordic Battlegroup (deutsch Nordische Kampfgruppe) ist eine von 18 EU Battlegroups. Sie besteht aus ungefähr 2500 Soldaten  (Schweden: 1900, Finnland: 60, Norwegen: 50, Irland: 170, Estland: 50, Lettland: 150 und Litauen: 50). Das strategische Kommando erfolgt in Zusammenarbeit mit dem Vereinigten Königreich.

## Geschichte
Die Einheit wurde zum 1. Januar 2008 aufgestellt und stand von dieser Zeit bis Ende Juni 2008 auf Bereitschaft. Sie hat bisher noch nicht an militärischen Operationen teilgenommen.

## Wappen
Das Wappen zeigt einen Löwen, im Original mit einem erigierten Penis, so wie es häufig bei heraldischen Löwen ist. Der Penis wurde nach Protesten von schwedischen Soldatinnen entfernt.
Vladimir Sagerlund, der Heraldiker, der das Wappen entwarf, sagte: „Das Militär versteht nichts von Heraldik. […] Für die entmannte Ausgabe kann ich nicht einstehen. Wappenschilde ohne Genitalien gab man früher denen, die die Krone verrieten.“